# 塔洛
塔洛（字面意思是“使花开者”或“开花的”）是希腊神话中时序女神荷赖当中的春季女神。
塔洛掌管着植物的开花与萌芽，同时也是守护青春的女神。古代雅典人最初把一年分为两季，即春季与秋季；因此他们有专门纪念时序女神的节日，他们所崇拜的两位时序女神是塔洛和卡耳波，为“春华秋实”的象征。保萨尼亚斯（Pausanias）说阿提卡地区又增加了夏季女神—奥克索，从而组成了三位执掌植物生长的时序女神。